# The Goldbergs
The Goldbergs (Os Goldbergs no Brasil e Os Goldberg em Portugal) é uma série de comédia familiar estadunidense, inspirada nas experiências pessoais de Adam F. Goldberg (criador da série) e sua família, durante a década de 1980.
The Goldbergs é exibido pelo canal ABC, nos Estados Unidos, no Brasil a série é transmitida pelo Comedy Central Brasil é também pelo Sony Movies e Prime Video, e em Portugal pela FOX Comedy.

## Enredo
The Goldbergs se passa na década de 1980 em Jenkintown, Pensilvânia. O programa é vagamente baseado na infância do criador da série, durante o qual ele gravou alguns eventos, muitos dos quais são reencenados ao longo do programa. Ele mostra a realidade dos anos 80 através dos olhos de um pré-adolescente. O patriarca da família é o rabugento Murray, casado com a super protetora Beverly. Seus dois filhos mais velhos são Erica e Barry. O filho mais novo, Adam, documenta sua vida familiar com sua câmera de vídeo. O pai de Beverly, Albert "Pops" Solomon, está sempre por perto para dar conselhos ou ajudar seus netos (geralmente sem sua filha saber). 
O "Adam adulto" narra cada episódio, sempre começando com "1980 e alguma coisa". No final dos episódios é mostrado um pequeno vídeo ou foto da época, que confirma a história contada, ou até mesmo uma entrevista com as pessoas presentes na história apresentada. Ao longo de todos os episódios são feitas muitas referências a cultura pop e fatos históricos que ocorreram naquela década.

## Elenco e Personagens

### Elenco Principal
- Wendi McLendon-Covey como Beverly Solomon Goldberg uma mãe dedicada e protetora que comanda a casa com 100% de autoridade e nada de limites.[7]
- Jeff Garlin como Murray Goldberg, o pai de temperamento forte, sem filtros, que adora gritar.
- Sean Giambrone como Adam Frederick Goldberg, um garoto de 11 anos, é o pequeno cineasta que captura toda a maluquice do lugar.
- Troy Gentile como Barry Norman Goldberg, um adolescente emotivo com síndrome do “filho do meio”.
- Hayley Orrantia como Erica Dorothy Goldberg, uma talentosa garota que adora música.
- George Segal como Albert "Pops" Solomon o vovô "Don Juan" sem-vergonha, muito querido pelos netos.
- Patton Oswalt como a voz do Adam adulto.
- Sam Lerner como Geoff Schwartz, um dos melhores amigos de Barry e namorado da Erica.

### Elenco Recorrente
- AJ Michalka como Lainey Lewis, a melhor amiga de Erica e uma das garotas mais populares da escola, a quem Barry teve uma paixão por toda a vida. Para a surpresa de muitos, Lainey acaba aceitando namorar com Barry.
- Noah Munck como 'Naked' Rob Smith, membro do JTP e amigo do Barry, que fica sem camisa em qualquer oportunidade.
- Matt Bush como Andy Cogan, membro do JTP e amigo do Barry, que é frequentemente provocado por sua baixa estatura.

- Kenny Ridwan como Dave Kim, melhor amigo de Adam, que é sempre chamado por seu nome e sobrenome, até mesmo por sua própria mãe.
- Natalie Alyn Lind como Dana Caldwell, colega de classe e primeira namorada de Adam.
- Bryan Callen como Rick Mellor, o treinador sensato do ensino médio.
- David Koechner como Bill Lewis, pai solteiro de Lainey. Para consternação de Murray, Bill é um grande fã do Dallas Cowboys, começando uma rivalidade entre os dois. Bill e Murray acabam se tornando bons amigos ao descobrirem que, fora do futebol, eles têm muito em comum.
- Stephen Tobolowsky como Diretor Earl Ball, diretor do ensino médio. Beverly freqüentemente o confronta quando acredita que um de seus filhos foi prejudicado nas atividades escolares.
- Tim Meadows como Jonathan "Andre" Glascott, professor e orientador da escola.
- Ana Gasteyer como Susan Cinoman, professora de teatro na William Penn.
- Dan Fogler como Marvin Goldberg, o irmão mais novo e desocupado de Murray, que sempre aparece com algum negócio que nunca dá certo.
- Judd Hirsch como Ben "Pop Pop" Goldberg, pai rabugento de Murray. Ele freqüentemente briga com Murray, com quem tem dificuldade de se comunicar, e ele vê o Pops como um rival. (Pop Pop apareceu pela primeira vez na 2ª temporada, e foi interpretado por Paul Sorvino)
- Sean Marquette como Johnny Atkins, um encrenqueiro de rabo-de-cavalo que toca saxofone. Assim como Barry Goldberg, ele tem muito amor próprio.
- Alex Jennings como Carla Mann, uma estudante popular um pouco encrenqueira. Ela também é namorada de Johnny Atkins, e mais tarde do Dave Kim.
- Jennifer Irwin como Virginia "Ginny" Kremp, mãe de Chad, vizinha dos Goldbergs.
- Rowan Blanchard (temporadas 4-5) - Alexis G. Zall (temporada 6-presente) como Jackie Geary, namorada de Adam, que compartilha seu amor pela ficção científica.
- Mindy Sterling como Linda Schwartz, mãe de Geoff.
- Ken Lerner como Lou Schwartz, o pai de Geoff. Lerner é o pai de Sam Lerner (Geoff) na vida real.
- Judd Hirsch como Ben "Pop Pop" Goldberg, o pai rabugento de Murray. Ele frequentemente briga com Murray, com quem ele tem problemas para se comunicar, e vê o Pops como um rival.
- Shayne Topp como Matt Bradley, o novo membro do JTP, na qual Barry tem ciúmes no começo. A narração do Adam Adulto mais tarde confidencia que Matt se tornaria o amigo mais próximo de Barry depois do colegial.
- Alison Rich como Erica "Valley Erica" Coolidge, companheira de quarto da Erica na faculdade, as duas tem o mesmo nome mas personalidades diferentes.
- Richard Kind como Michael "Formica Mike" Mikowitz, rival de Murray no ramo de móveis. No final da 7ª temporada, Mike se oferece para comprar o Império Otomano de Murray, mas os dois concordam em uma fusão e se tornam parceiros de negócios.

### Participações Especiais
- Barbara Alyn Woods como a Sra. Caldwell, mãe de Dana. (1ª temporada)
- Tom Cavanagh como Charles Kremp, o pai de Chad. (1ª temporada, episódio 8)
- David Spade como Gus, um cara que faz identidades falsas. (2ª temporada, episódio 1)
- Charlie Sheen como o homem na delegacia, reprisando seu papel do filme Curtindo a Vida Adoidado. (2ª temporada, episódio 14)
- Weird Al Yankovic como ele mesmo. (3ª temporada, episódio 15)
- Chuck Norris como ele mesmo (apenas voz), é ouvido lendo uma carta para o Barry. (3ª temporada)
- Chad Coleman como Leon, um gerente da loja Spencer Gifts. (4ª temporada)
- Rick Moranis como Dark Helmet (apenas voz ), reprisando seu papel do filme S.O.S. - Tem um Louco Solto no Espaço. (5ª temporada)
- Rick Springfield como Gary, o proprietário do Bar de Karaokê Gary-oke, onde Erica trabalha (6ª temporada, episódio 3)
- Robert Englund como Freddy Krueger, reprisando seu papel do filme A Hora do Pesadelo. (6ª temporada)
- Jon Lovitz como Jimmie Moore, reprisando seu papel do filme The Wedding Singer.
- Nick Swardson como Rick, um revendedor de brinquedos do mercado negro.
- Clancy Brown como o Sr. Crosby, professor de carpintaria do Adam.

- Kirstie Alley como Janice Bartlett.
- Rhea Perlman como Margot Letien.
- Steve Guttenberg como Dr. Katman, um professor de ciências do Adam.
- Anthony Michael Hall como Rusty, um segurança da Disney que cumprimenta os Goldbergs quando eles chegam antes da abertura do parque (uma referência ao personagem de Hall no filme Férias Frustradas). Ele também aparece como o orientador do Adam, Sr. Perott. durante a 7ª temporada.
- Christie Brinkley reprisando seu papel no filme Férias Frustradas, como a mulher sedutora no carro. (7ª temporada, episódio 1)
- Miranda Cosgrove como Elana Reed (7ª temporada, episódio 14)
- Tommy Lee como Professor Lee (7ª temporada, episódio 14)
- Lea Thompson como Fran Mikowitz, esposa do "Formica Mike". (7ª temporada, episódio 20)

## Recepção
Em sua primeira temporada, The Goldbergs teve uma recepção mista por parte da crítica especializada. Com base de 26 avaliações profissionais, alcançou uma pontuação de 52% no Metacritic. A estreia da série foi assistida por 8.940.000 telespectadores.
A série foi incluída no Top 20 dos "Melhores Programas do Ano 2013" do TV Guide, também do The Hollywood Reporter e do Today. Além disso, a SpoilerTV premiou o programa com a honra de "Melhor Comédia de 2013–2014".
A segunda temporada teve uma pontuação de 100% no Rotten Tomatoes, com base em cinco criticas. Além da audiência da série ter dobrado. Depois que a série foi renovada para a 3ª temporada, o chefe da rede ABC, Paul Lee, afirmou que tanto ele como a ABC acreditam que o programa vai durar "bastante tempo".

## Episódios e Audiência
| Temporada | Nº de Episódios | Dia de Exibição (EUA) | Exibição Original      | Exibição Original  | Audiência (em milhões) | Rank Final |
| Temporada | Nº de Episódios | Dia de Exibição (EUA) | Data da Estréia        | Final da Temporada | Audiência (em milhões) | Rank Final |
| --------- | --------------- | --------------------- | ---------------------- | ------------------ | ---------------------- | ---------- |
| 1         | 23              | Terça-feira ás 21:00  | 24 de setembro de 2013 | 13 de maio de 2014 | 6.20                   | 76         |
| 2         | 24              | Quarta-feira ás 20:30 | 24 de setembro de 2014 | 13 de maio de 2015 | 8.37                   | 57         |
| 3         | 24              | Quarta-feira ás 20:30 | 23 de setembro de 2015 | 18 de maio de 2016 | 7.62                   | 57         |
| 4         | 24              | Quarta-feira ás 20:00 | 21 de setembro de 2016 | 17 de maio de 2017 | 6.97                   | 54         |
| 5         | 22              | Quarta-feira ás 20:00 | 27 de setembro de 2017 | 16 de maio de 2018 | 6.26                   | 66         |
| 6         | 23              | Quarta-feira ás 20:00 | 26 de setembro de 2018 | 8 de maio de 2019  | 6.38                   | 63         |
| 7         | 23              | Quarta-feira ás 20:00 | 25 de setembro de 2019 | 13 de maio de 2020 | 5.31                   | 73         |
| 8         | -               | Quarta-feira ás 20:00 | 21 de outubro de 2020  | -                  | -                      | -          |

## Spin-off
Em novembro de 2016, foi divulgado pela primeira vez que a ABC estava desenvolvendo um spin-off de The Goldbergs, que se centraria na década de 1990 e teria o personagem Rick Mellor, interpretado por Bryan Callen, como um dos atores principais. O piloto produzido não agradou muito o canal, mesmo assim, em 8 de janeiro de 2018, foi anunciado que o piloto iria ao ar como um episódio especial de The Goldbergs, sob o título de "The Goldbergs: 1990-Something".
Em 16 de abril de 2018, a ABC ordenou a produção de uma temporada de 13 episódios para 2019, a série ganhou o nome de "Schooled". O programa recebeu algumas alterações, uma delas foi a adição de AJ Michalka no elenco, como a personagem principal, reprisando seu papel como Lainey Lewis. Também entrou para o elenco o ator Brett Dier, como o professor C.B, o personagem foi baseado no professor favorito e amigo de Adam F. Goldberg.
"Schooled" estreou em 9 de janeiro de 2019. Depois que a carreira musical de Lainey Lewis não decolou, ela retorna a Jenkintown e aceita um emprego como professora de música da escola William Penn Academy, mas terá que se esforçar para ganhar o respeito dos alunos e dos colegas de trabalho, que ainda a enxergam como uma adolescente. 

Em maio de 2020, a série foi cancelada após duas temporadas.